# Lee In-young

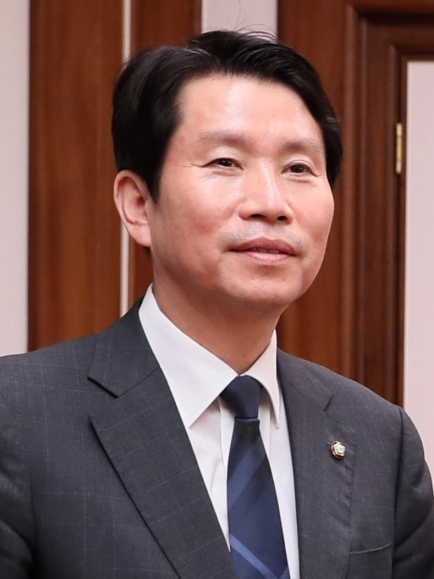
Lee In-young, 2020

Lee In-young (koreanisch 이인영, Hanja: 李仁榮, * 28. Juni 1964 in Chungju) ist ein südkoreanischer Politiker.

## Leben
Lee In-young wurde am 28. Juni 1964 als Sohn eines Grundschullehrers geboren. Er besuchte die Chungju High School, studierte dann an der Korea-Universität Koreanisch mit dem Abschluss eines Bachelors sowie Information und Kommunikation mit dem Masterabschluss. Während seiner Studienzeit begann er sich für Politik zu interessieren und leitete als Vorsitzender des landesweiten Studentenrats den Juni-Kampf 1987. Daraufhin wurde er wegen der Verstöße gegen das Gesetz über die Nationale Sicherheit verhaftet und für eine Weile inhaftiert. Nach seiner Freilassung war er weiterhin als Aktivist tätig und lernte dabei seine Frau Lee Bo-eun sowie seinen politischen Mentor Kim Geun-tae kennen.

## Politische Karriere
2004 wurde Lee In-young zum ersten Mal in die Nationalversammlung gewählt. 2008 verlor er die Wahl, ab 2012 wurde er wieder kontinuierlich wiedergewählt. 2010 und 2015 kandidierte er für den Parteivorsitz, den er allerdings nicht erreichte. Stattdessen wurde er mehrfach einer von mehreren stellvertretenden Parteivorsitzenden. 2019 bis 2020 war er Fraktionsvorsitzender der Gemeinsamen Demokratischen Partei. Im Juli 2020 wurde er als Nachfolger von Kim Yeon-chul zum Vereinigungsminister ernannt.